# 克魯恰
49°51′37″N 27°21′9″E / 49.86028°N 27.35250°E
克魯恰（烏克蘭語：Круча）是位於烏克蘭西部的村莊，由赫梅利尼茨基州裡赫梅利尼茨基區的舊康斯坦丁尼夫市鎮負責管轄。該村始建於1929年，面積0.8平方公里，海拔高度299米，2001年人口139，人口密度每平方公里172.9人。目前，该村共有居民 92 人。